# Die Gefühle sind frei
Die Gefühle sind frei ist ein Lied des deutschen Schlagersängers Roland Kaiser aus dem Jahr 1983 zu einem Text von Joachim Heider, Norbert Hammerschmidt und Kaiser selbst. Produziert wurde es von Thomas Meisel. Das Lied erschien nach Ich will dich im Juli 1983 als zweite Singleauskopplung des Albums Gefühle sind frei. Auf der B-Seite befindet sich Wenn du weißt, wo du hingehörst.
Die Melodie ist im 4⁄4-Takt. Das Lied wurde mehrfach gecovert, unter anderem 2020 von der Deutschrockband Brenner.

## Titelliste der Single
1. Die Gefühle sind frei – 4:27
2. Wenn du weißt, wo du hingehörst – 4:07

## Charts und Chartplatzierungen
Die Gefühle sind frei erreichte in Deutschland Rang 40 der Singlecharts und konnte sich 17 Wochen in den Charts platzieren. Für Kaiser wurde es als Autor sowie als Interpret zum elften Charthit in Deutschland.
| ChartsChartplatzierungen | Höchstplatzierung | Wochen |
| ------------------------ | ----------------- | ------ |
| Deutschland (GfK)        | 40 (17 Wo.)       | 17     |